# Ismene vargasii
Ismene vargasii là một loài thực vật có hoa trong họ Amaryllidaceae. Loài này được (Velarde) Gereau & Meerow mô tả khoa học đầu tiên năm 1993.